# Luca Moro
Luca Moro (ur. 27 lutego 1973 roku w Cagliari, zm. 15 marca 2014 roku w Mediolanie) – włoski kierowca wyścigowy.

## Kariera
Moro rozpoczął karierę w wyścigach samochodowych w 2003 roku od startów w klasie GT Dutch Supercar Challenge, gdzie jednak nie zdobywał punktów. W późniejszych latach Włoch pojawiał się także w stawce FIA GT Championship, Porsche GT3 Cup Netherlands, McGregor Porsche GT3 Cup Challenge, International GT Open, Formuły Le Mans, FIA GT3 European Championship, Le Mans Series, American Le Mans Series, 24-godzinnego wyścigu Le Mans oraz FIA World Endurance Championship.

## Śmierć
Moro zmarł w szpitalu w Mediolanie 15 marca 2014 w wieku 41 lat na nowotwór mózgu.